# Zachán Péter
Zachán Péter (Kistarcsa, 1997. december 12. –) magyar korosztályos válogatott labdarúgó, a magyar Veszprém játékosa.

## Pályafutása

### Klubcsapatokban
2005 és 2013 között a Hatvan korosztályos csapataiban nevelkedett, majd innen került a Veszprémhez. A 2015–16-os szezonban a Veszprém színeiben a megyei első osztályban bajnoki címet szerzett. 2016 júliusában igazolta le az élvonalbeli Paks. Október 26-án a kupában a Balmazújváros ellen debütált a felnőtt csapatban. November 5-én mutatkozott be a Ferencváros ellen a bajnokságban. 2018-ban kölcsönben a Dorog csapatánál lépett pályára a másodosztályban. A 2019-20-as bajnoki idényben két alkalommal is kölcsönbe került, előbb korábbi klubjához a Veszprémhez, majd a Szekszárdhoz. 2020 június végén próbajátékra utazott a Fjölnir Reykjavík csapatához, majd le is szerződtették október 31-ig. Július 4-én mutatkozott be csereként a Fylkir klubja elleni izlandi első osztályú bajnoki mérkőzésen. Tizenöt bajnokin és egy kupatalálkozón kapott játéklehetőséget Izlandon. 2021. január 26-án a másodosztályú Debreceni EAC csapata szerződtette.

### A válogatottban
2017-ben két alkalommal pályára lépett a magyar U21-es labdarúgó-válogatottban.

## Statisztika
2020. október 4-i állapotnak megfelelően.
| Klub      | Szezon | Bajnokság | Bajnokság | Kupa  | Kupa  | Nemzetközi | Nemzetközi | Összesen | Összesen |
| Klub      | Szezon | Mérk.     | Gólok     | Mérk. | Gólok | Mérk.      | Gólok      | Mérk.    | Gólok    |
| --------- | ------ | --------- | --------- | ----- | ----- | ---------- | ---------- | -------- | -------- |
| Veszprém  |        |           |           |       |       |            |            |          |          |
| 2015–16   | 32     | 7         | 2         | 0     | –     | –          | 34         | 7        |          |
| Összesen  | 32     | 7         | 2         | 0     | 0     | 0          | 34         | 7        |          |
| Paks      |        |           |           |       |       |            |            |          |          |
| 2016–17   | 12     | 0         | 1         | 0     | –     | –          | 13         | 0        |          |
| 2017–18   | 9      | 0         | 4         | 1     | –     | –          | 13         | 1        |          |
| 2018–19   | 1      | 0         | 0         | 0     | –     | –          | 1          | 0        |          |
| Összesen  | 22     | 0         | 5         | 1     | 0     | 0          | 27         | 1        |          |
| Dorog     |        |           |           |       |       |            |            |          |          |
| 2018–19   | 8      | 0         | 1         | 0     | –     | –          | 9          | 0        |          |
| Összesen  | 8      | 0         | 1         | 0     | 0     | 0          | 9          | 0        |          |
| Veszprém  |        |           |           |       |       |            |            |          |          |
| 2019–20   | 13     | 1         | 0         | 0     | –     | –          | 13         | 1        |          |
| Összesen  | 13     | 1         | 0         | 0     | 0     | 0          | 13         | 1        |          |
| Szekszárd |        |           |           |       |       |            |            |          |          |
| 2019–20   | 2      | 0         | 0         | 0     | –     | –          | 2          | 0        |          |
| Összesen  | 2      | 0         | 0         | 0     | 0     | 0          | 2          | 0        |          |
| Fjölnir   |        |           |           |       |       |            |            |          |          |
| 2020      | 15     | 0         | 1         | 0     | –     | –          | 16         | 0        |          |
| Összesen  | 15     | 0         | 1         | 0     | 0     | 0          | 16         | 0        |          |
| Összesen  |        | 92        | 8         | 9     | 1     | 0          | 0          | 101      | 9        |

## Sikerei, díjai
- Veszprém
  - Veszprém megyei első osztály: 2015–16